# Burg Kürnbach
Die Burg Kürnbach ist eine abgegangene Burg am nördlichen Rand des Ortsteils Kürnbach der Stadt Bad Schussenried im Landkreis Biberach in Baden-Württemberg. Neben dieser Burg befanden sich noch zwei feste Steinhäuser im Ort.
Der niederadelige Ortsadel von Kürnbach (Churinbach, Kürrenbach) wurde zwischen 1205 und 1472 genannt. Ihre Burg kam später an die Herren von Neuneck und 1341 an das Kloster Schussenried. Von der nicht genau lokalisierbaren Burganlage ist nichts erhalten, angeblich sollen sich aber untertägig noch Mauerreste eines großen Rundbaues befinden.